# Simulium tanetchowi
Simulium tanetchowi är en tvåvingeart som beskrevs av Yankovsky 1996. Simulium tanetchowi ingår i släktet Simulium och familjen knott. Inga underarter finns listade i Catalogue of Life.